# Adalberts Bubenko
Adalberts Bubenko (Mõisaküla, 16 gennaio 1910 – Toronto, 7 luglio 1983) è stato un marciatore lettone.

## Palmarès

### Olimpiadi
- Bronzo a Berlino 1936 nella marcia 50 km.